# Ville de Gold Coast
La ville de Gold Coast (en anglais : City of Gold Coast) est une zone d'administration locale située dans l'État du Queensland en Australie, située autour de la conurbation homonyme, dont le siège est Surfers Paradise. C'est la deuxième zone d'administration locale la plus peuplée du pays.

## Géographie
La zone s'étend sur 1 402 km2 à l'extrémité sud-est du Queensland, entre l'agglomération de Brisbane au nord et la frontière avec la Nouvelle-Galles du Sud. Elle s'ouvre à l'est sur la mer de Corail.

### Liste des quartiers et villes de Gold Coast
- Arundel
- Ashmore
- Benowa
- Biggera Waters
- Bilinga
- Broadbeach
- Broadbeach Waters
- Bundall
- Burleigh Heads
- Burleigh Waters
- Carrara
- Clear Island Waters
- Coolangatta
- Coombabah
- Currumbin
- Currumbin Waters
- Elanora
- Gaven
- Helensvale
- Highland Park
- Hollywell
- Hope Island (en)
- Labrador
- Main Beach
- Mermaid Beach
- Mermaid Waters
- Merrimac
- Merrimac
- Molendinar
- Nerang
- Oxenford
- Pacific Pines
- Palm Beach
- Paradise Point
- Parkwood
- Reedy Creek
- Robina
- Runaway Bay
- Southport
- Surfers Paradise
- Tugun
- Varsity Lakes

## Démographie
| 2001    | 2006    | 2011    | 2016    | 2021    |
| ------- | ------- | ------- | ------- | ------- |
| 426 661 | 472 279 | 494 501 | 555 721 | 625 087 |

## Politique et administration
Le conseil comprend le maire et quatorze autres membres, élus pour un mandat de quatre ans. Les dernières élections ont eu lieu le 28 mars 2020.

### Liste des maires
| Période                                  | Période  | Identité   | Étiquette | Qualité |
| ---------------------------------------- | -------- | ---------- | --------- | ------- |
| Les données manquantes sont à compléter. |          |            |           |         |
| 2004                                     | 2012     | Ron Clarke |           |         |
| 28 avril 2012                            | en cours | Tom Tate   | LNP       |         |